# 伏知命
伏知命（?—?），平昌郡安丘县（今山东省安丘市）人，南朝梁政治人物。伏挺之子。
伏知命先随伏挺在邵陵王蕭綸属下掌书记。侯景之乱中，蕭綸在郢州奔败，伏知命于是投降侯景。伏知命以其父伏挺宦途不进，深怨朝廷，于是尽心辅佐侯景。侯景袭郢州，围巴陵郡，军中檄文，都是他的写的。言及江陵的湘东王萧绎，他都措辞剧烈。侯景篡位，伏知命为中书舍人，专任宠命，权倾内外。侯景失败后，被押送到江陵，在狱中幽禁而死。伏挺弟伏捶，有才名，被蕭綸所任用，历任邵陵王记室、中记室、参军。